# Roc-de-Sers
Roc-de-Sers ist eine Fundstätte des Jungpaläolithikums in der französischen Gemeinde Sers, Département Charente. Sie enthält neben Werkzeugen des Aurignaciens Parietalkunst aus dem Solutréen.

## Geographie  und Geologie

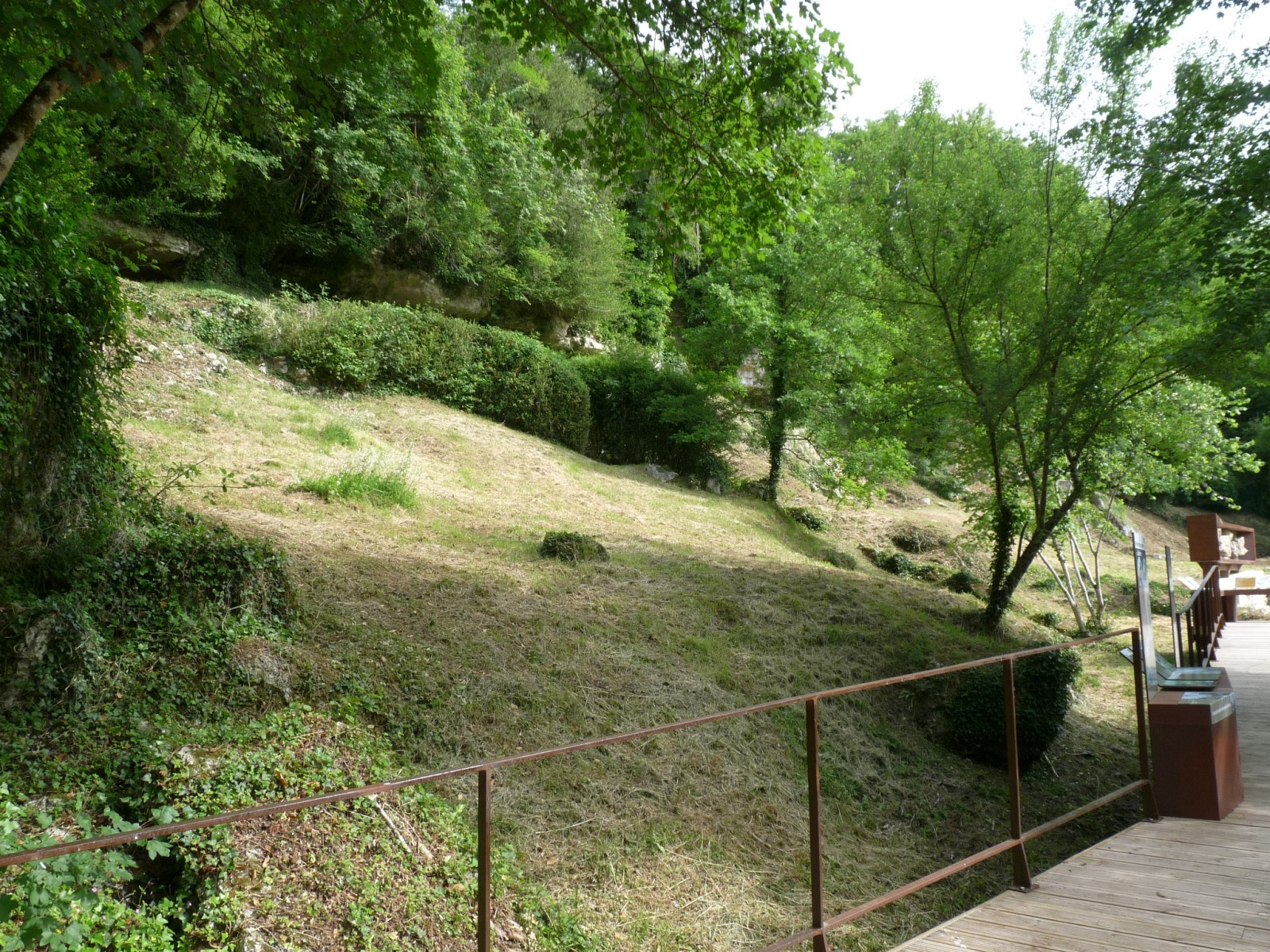
Baumbestandene Abbrüche des Angoumiens in Fundstättennähe

Die prähistorische Fundstätte liegt im Forêt d’Horte zwischen den Weilern Le Coussad(e)au und Charbontière in unmittelbarer Nähe von Le Roc – knapp 3 Kilometer südlich des Ortskerns von Sers am Südrand des Gemeindegebietes. Sie befindet sich zwischen mehreren Abris an der rechten Talseite eines rechten Seitenarms der Échelle, etwa 200 Meter vor dessen Mündung.
Der Zugang zur nach Südosten ausgerichteten Fundstätte liegt auf 130 Meter über dem Meeresspiegel. Anstehendes Gestein ist flach liegender Rudistenkalk des Angoumiens (die so genannte Angoulême-Formation aus der Oberkreide – Turonium), welcher im Gelände Steilwände mit Abris und teils baumbestandenen Abbrüchen bildet.

## Beschreibung

Ort des Solutréen – Roc-de-Sers ist 7

Die Fundstätte setzt sich über eine Distanz von 20 Metern aus drei Teilbereichen zusammen:
- Die Höhle Grotte du Roc oder site de l'habitat im Nordwesten.
- Der Abri de l’atélier solutréen.
- Die Höhle Grotte de la Vierge im Südosten.

In allen drei Teilbereichen wurden Besiedelungsspuren aus dem Solutréen gefunden. Am bedeutendsten ist zweifelsohne der Abri, da auf seinem Boden die Reste des berühmten Frieses lagen.

## Zugang
Als Zugangsweg dient die durch das Échelletal führende, aus dem Süden von Rougnac kommende D 87. Über die weiter im Norden verlaufende D 4, die bei Garat in die Hauptverkehrsachse D 939 von Périgueux nach Angoulême mündet, sind es insgesamt 15 Kilometer bis Angoulême.

## Geschichte
Die Fundstätte wurde im Jahr 1907 von C. Bertranet entdeckt, der eine erste Sondierung vornahm. 1908 grub A. Favraud an der Grotte du Roc und traf auf erste, etwas spärliche Überreste aus dem Solutréen. Ihm folgte 1917 Léon Henri-Martin. Zwischen 1923 und 1932 konzentrierte sich Henri-Martin dann auf den Bereich des Abris, in dem er 1927 mehrere zerbrochene, gravierte Kalkblöcke antraf. Er nahm an, dass diese Blöcke Teil eines zusammengehörenden Frieses bildeten. Eine Kontrollgrabung im Jahr 1951 durch seine Tochter Germaine Henri-Martin und Raymond Lantier bestätigte diese Annahme; neben weiteren Relieffunden konnten sie zeigen, dass Hinterwand und Dach des Abris tatsächlich eingestürzt waren.

## Funde

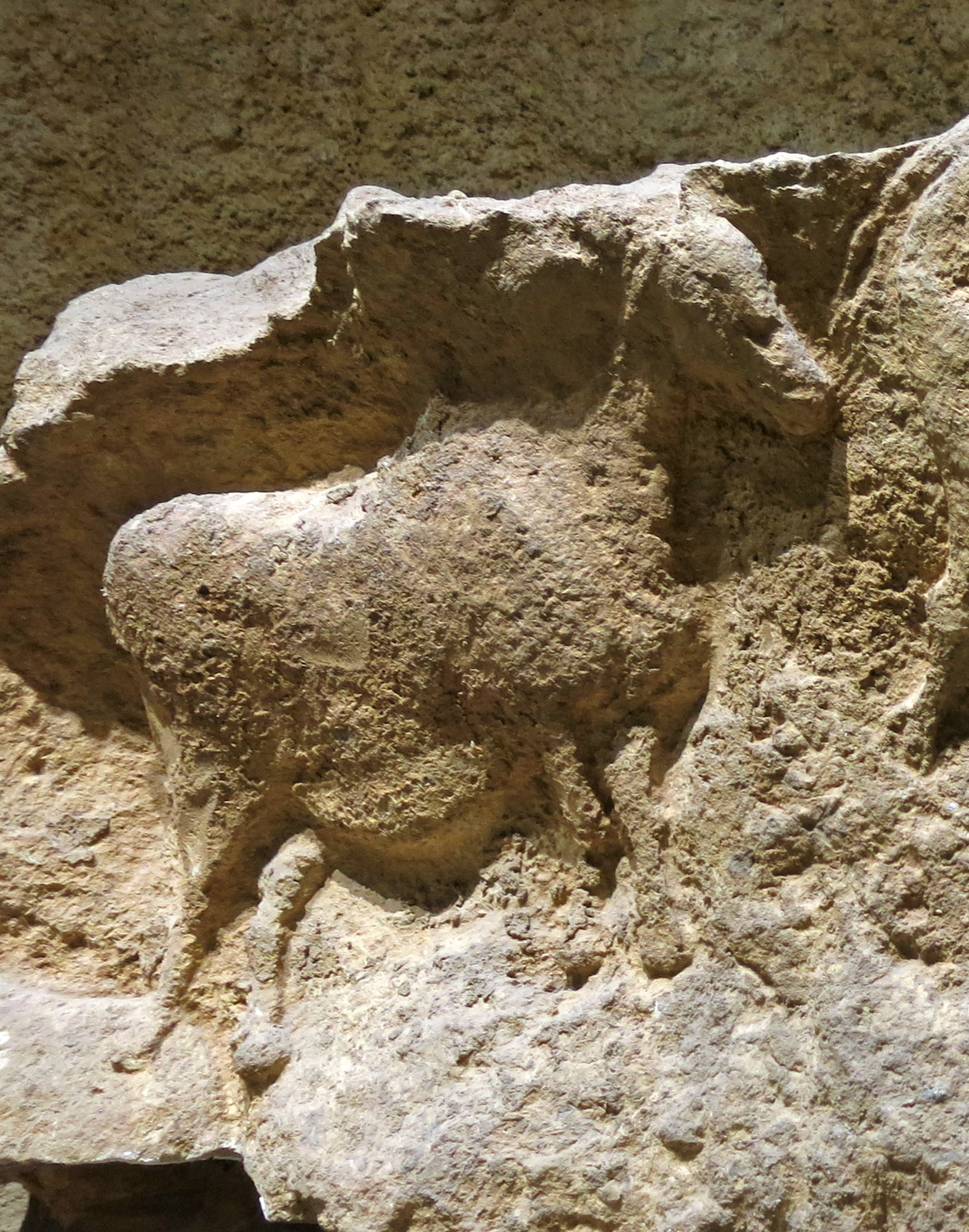
Pferderelief

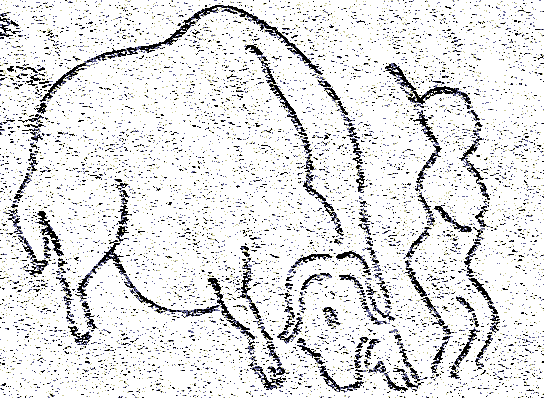
Relief eines Moschusochsen, der einen Mann verfolgt

Die Fundstätte enthielt neben allgegenwärtigem Solutréen auch Steinwerkzeuge aus dem Aurignacien, Besiedelungsspuren aus dem Magdalénien sowie ein Grabmal, das drei bronzezeitliche menschliche Skelette enthielt.
Am Boden lagen mehrere behauene Blöcke, die einst Teil eines zusammengehörenden Frieses an der Hinterwand des Abris gebildet hatten (insgesamt wurden 13 Bruchstücksgruppierungen gefunden, die sich aus 19 Einzelfragmenten zusammensetzen). Die Blöcke waren zwischen 30 und 50 Zentimeter hoch und bis zu 1,60 Meter breit; sie lagen meist mit ihrer bearbeiteten Seite auf. Einige Blöcke fanden sich noch bis mehrere Meter unterhalb des Abris im Schutthang.
In meisterhafter Ausführung sind auf insgesamt 13 Kalkblöcken dargestellt:
- 9 Wildpferde,
- 5 Bisons (Bovide),
- 1 Mischwesen aus einem Bison und einem Wildschwein,
- 8 Steinböcke,
- 2 unvollständige Rentiere,
- 2 Menschen (ein einzelnes männliches Wesen und ein von einem Mischwesen aus Moschusochsen und Bison verfolgter Mensch).

Eine weitere Abbildung zeigt den Kopf eines Vogels. Bei 11 weiteren Tierdarstellungen lässt sich nicht entscheiden, zu welcher Spezies sie gehören. Ein Block trägt rote Punkte, außerdem existieren noch 4 Ringdarstellungen.
Das rekonstruierte Fries wird jetzt im archäologischen Museum (Musée d'Archéologie Nationale) in Saint-Germain-en-Laye aufbewahrt, eine Kopie befindet sich in der Höhle. Über die im Museum gezeigte Rekonstruktion gehen jedoch die Meinungen auseinander, manche Autoren bevorzugen eine andere Anordnung der Bruchstücke.

## Stratigraphie
Die Besiedelungsgeschichte der beiden Höhlenbereiche mit dem dazwischengelegenen Abri, erkennbar an der Stratigraphie der Ablagerungen, lässt sich in 6 Phasen unterteilen (von jung nach alt)
- Phase 6: Dritter Einsturz im Abri, der daraufhin endgültig aufgegeben wird und sich mit Sedimenten verfüllt. Die magdalénienzeitliche Besiedelung in der Grotte de la Vierge geht ebenfalls zu Ende, normale Sedimentation setzt auch hier ein.
- Phase 5: Die Grotte de la Vierge erfährt womöglich eine bereits zum Magdalénien gehörende Besiedelung. Im Abri finden sich zu Beginn der Phase 5 jedoch erneut letzte Spuren des Solutréens.
- Phase 4: Im Abri erfolgt ein zweiter Dacheinsturz, der die Besiedelung unterbindet. Gegen Ausgang dieser Phase kommt es zu einer Erstbesiedelung in der Grotte de la Vierge am Ende des Solutréens.
- Phase 3: Auch in der Grotte du Roc endet jetzt die menschliche Besiedelung. Diese Höhle wird anschließend mit gewöhnlichen Sedimenten langsam verfüllt. Der Abri wird aber im Verlauf dieser Phase erneut kolonisiert.
- Phase 2: Die Grotte du Roc wird nach wie vor ohne Unterbrechungen bewohnt. Im Abri reißen jedoch gegen Ende dieser Phase die menschlichen Siedlungsspuren ab, da es zu einem ersten Einsturz des Abridaches gekommen war. Ferner hatte sich das Fries aus der Wand herausgelöst. Die vor den drei Teilbereichen bestehende Plattform wird aufgegeben.
- Der sukzessive erosionsbedingte Rückzug der Hinterwand beginnt.
- Phase 1: Erstmalige Besiedelung der Grotte du Roc und des Abris während des Solutréens. Entstehung des Frieses.

## Datierung
Die Darstellungen lassen sich anhand ihrer Ausführung dem Stil III von André Leroi-Gourhan zuordnen. Dies entspricht dem Jüngeren Solutréen, d. h. dem Zeitraum von 20 000 bis 15 000 Jahren BP.
Ein mittels der Radiokohlenstoffdatierung gewonnenes Absolutalter für Besiedelungsspuren nach dem ersten Wandeinsturz ergab 19230 ± 300 Jahre BP.

## Besuch
Der Zugang zur Fundstätte ist beschränkt, ein Besuchstermin kann aber telefonisch (über die Nummer 05 45 24 97 48) vereinbart werden. Der Besuch kostet 2 Euro.

## Monument historique
Die Fundstätte Roc-de-Sers ist seit 1979 Monument historique.